# Kozani
Kozani (greacă: Κοζάνη, aromână Cojani, bulgară Kožun) este un oraș în Grecia. Se găsește în nordul Greciei și este capitala  Macedoniei de Vest și a Perfecturii  Kozani. Așezarea este situată la altitudinea de 710 m deasupra nivelului mării, la 15 km de lacul Polyfitos și 120 de km de Thessaloniki (Salonic). Numele orașului Kozani, vine cu mare probabilitate
din slavă: "Koža" inseamnă "coajă, piele". Orașul era un mare centru de viticultură și producție de lapte, blană, etc).
Kozani e sediul Institutului educativ de tehnologie din departamentul Energiei și Managementului al Universității Macedoniei de Vest.
Cel mai cunoscut aspect și culoare locală al orașului este Carnavalul care se ține de obicei 40 de zile inainte de Paști și inainte de începerea postului Paștelui Ortodox. Ultimele cercetări au dovedit că provine dintr-un cult Dionisiac (cunoscut din cultura greacă antică)
Cel mai apropiat aeroport este Filippos Aeroport,la 3 km de localitate, IATA cod:KZI. Aeroportul a fost deschis in mij 20 century. Kozani este situată pe Via Egnatia, o cale romană de-a lungul căreia s-a onstruit o autostradă cu același nume (Autostrada Egnatia) care leagă porturile de la marea Ionică (conectiune cu Italia) cu Turcia. Traversează teritorii din Epir, Macedonia și Tracia.

## Istorie

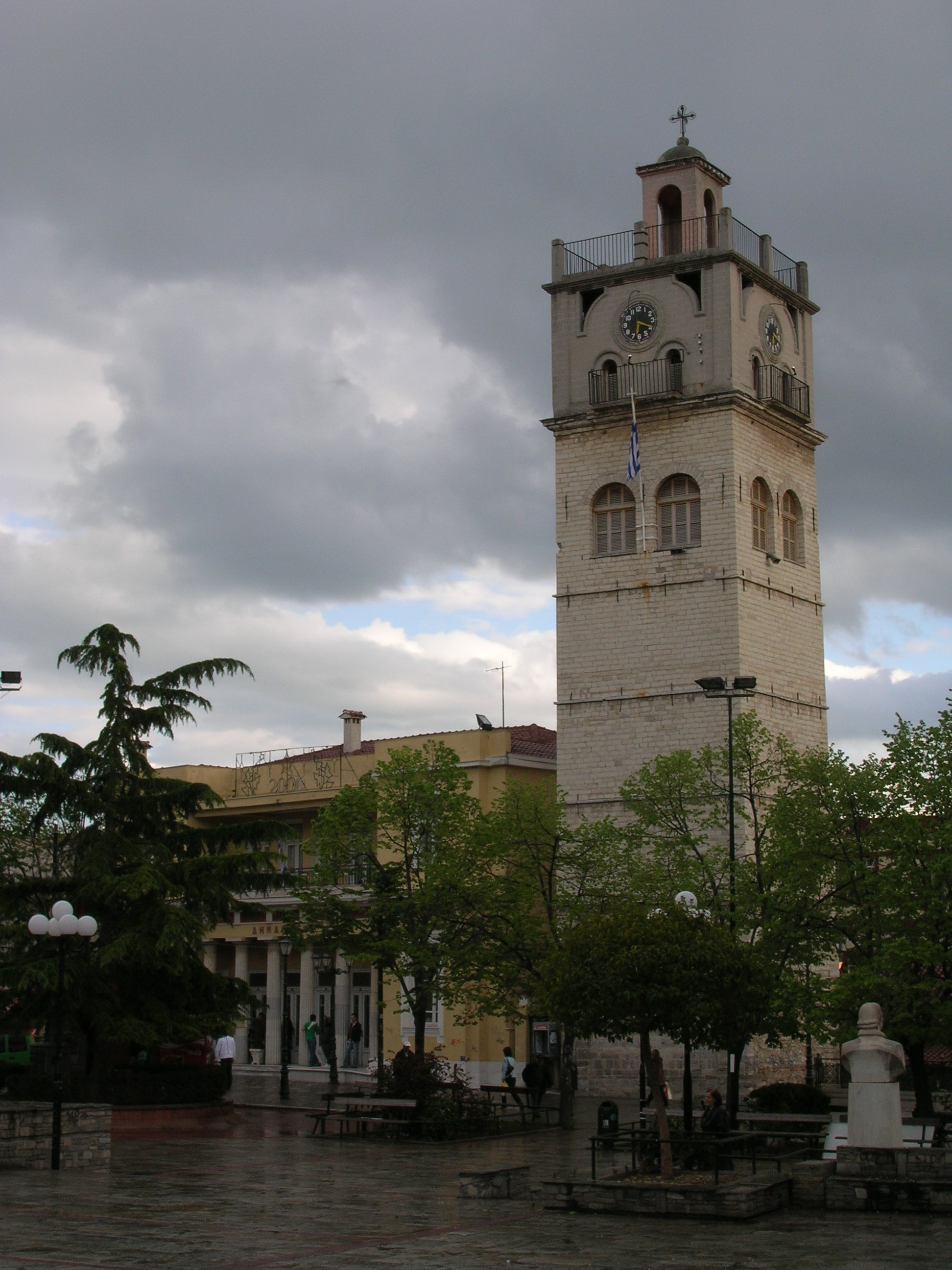
Kozani, Piaţa Nikis (Victoriei).

Orașul Kozani a fost fondat de către populația creștină expulzată din Balcani de cuceritorii Otomani și este situat într-o regiune muntoasă protejată de păduri. Acesta a fost unul dintre elementele determinante de a se stabili aici si alți ortodocși din zonele apropiate. Primii locuitori provin din zona Epirului. În anul 1664 a fost construită biserica Sf. Nicolae, iar ani mai târziu, în 1668 a fost fondată Biblioteca Municipală.
În secolul al 17-lea și al 18-lea Vlahii din oraș au contacte comerciale cu Europa Centrală și mai ales cu Austro-Ungaria și cu Principatele Române. Aceasta a fost o oportunitate de a se dezvolta din punct de vedere economic.
Cutremurul care a lovit regiunea Kozani la data de 13 mai 1995 a avut magnitudinea de 6,6 grade pe scala Richter și a fost soldat numai cu dezastre materiale: a distrus foarte multe dintre clădirile patrimoniale din secolele trecute, care nu au fost restaurate, singurele clădiri întreținute până astăzi fiind clopotnița bisericii, clădirea vechii primării, și muzeul orașului. Un alt exemplu de construcție relativ mai recentă este Banca Națională și două case, una a lui Georgios Lassanis și cealaltă a lui Grigore Furcă. Biblioteca Municipală conține în jur de 150.000 de cărți și este a doua ca volum din Grecia.
Orașul s-a eliberat de ocupanții Turci la data de 11 Octombrie 1912 și evenimentul este sărbătorit până în prezent prin Liturghia Ceremonială și Paradă.
Astăzi, Kozani este principalul centru administrativ, comercial, economic și de transport în vestul Macedoniei.

## Orașe înfrățite cu Kozani
- Iași